# 耶律遂忠
耶律遂忠（980年—1037年），辽朝官员，出自玉田韩氏，韩匡嗣之孙，韩德昌的儿子。
耶律遂忠保宁十二年（980年）出生。太平二年（1022年）七月，耶律遂忠为文忠王府、川州长宁军节度使。后官至忠顺军节度管内观察处置等使、金紫崇禄大夫、检校太师、同中书门下平章事、使持节蔚州诸军事、行蔚州刺史、上柱国、漆水郡开国侯、食邑一千五百户、食实封壹佰伍拾户，重熙六年（1037年）去世，享年五十八岁。一些学者认为他是韩德昌的长子韩郭三，另一些学者认为他是韩德昌的次子谢里阿钵。